# Владимир Величков
Владимир Величков е български биатлонист, участник в зимни олимпийски игри в Лейк Плесид през 1980 г., Сараево през 1984 г. и Калгари през 1988 г.

## Биография
Величков е роден в с. Стамболово, община Ихтиман, Софийска област на 24 юни 1959 г.
Участва в дисциплините 10 и 20 km от състезанията по биатлон на зимните олимпийски игри в Лейк Плесид през 1980 г., състезанията по биатлон в Сараево през 1984 г. и състезанията по биатлон в Калгари през 1988 г. 
Резултати от Лейк Плесид 1980
10 km: 34-ти от 50 участници
20 km: 43-ти от 49 участници
Резултати от Сараево 1984
10 km: 14-и от 64 участници
20 km: 13-и от 63 участници
Резултати от Калгари 1988
10 km: 38-и от 72 участници
20 km: 21-ви от 71 участници
Щафета 4 × 7,5 km: 8-а от 16 щафети